# Amaryllis (album Shinedown)
Amaryllis – czwarty album studyjny amerykańskiego zespołu rockowego Shinedown. 3 stycznia 2012 roku, w dniu premiery pierwszego singla "Bully", zapowiedziano, że album ukaże się 27 marca (z możliwością zakupu w przedsprzedaży od 17 stycznia). Teledysk do utworu "Unity" został wydany 12 marca. 
Równocześnie z płytą został wydany e-book opisujący pracę nad tworzeniem Amaryllis zatytułowany For Your Sake: Inside the Making of Amaryllis. 
Album został nagrany w studiach: Lightning Sound Studios, Ocean Way Recording oraz Capitol Studios. Produkcją zajmował się Rob Cavallo, który był także producentem poprzedniego krążka, The Sound of Madness.

## Lista utworów
| 1.  | "Adrenaline"               | 3:26  |
|     |                            |       |
| 2.  | "Bully"                    | 4:02  |
|     |                            |       |
| 3.  | "Amaryllis"                | 4:04  |
|     |                            |       |
| 4.  | "Unity"                    | 4:12  |
|     |                            |       |
| 5.  | "Enemies"                  | 3:08  |
|     |                            |       |
| 6.  | "I'm Not Alright"          | 3:07  |
|     |                            |       |
| 7.  | "Nowhere Kids"             | 3:11  |
|     |                            |       |
| 8.  | "Miracle"                  | 3:38  |
|     |                            |       |
| 9.  | "I'll Follow You"          | 3:58  |
|     |                            |       |
| 10. | "For My Sake"              | 3:47  |
|     |                            |       |
| 11. | "My Name (Wearing Me Out)" | 3:36  |
|     |                            |       |
| 12. | "Through the Ghost"        | 4:01  |
|     |                            |       |
|     |                            | 44:10 |
|     |                            |       |

## Wykonawcy
- Brent Smith - śpiew
- Zach Myers - gitara
- Barry Kerch - perkusja
- Eric Bass - gitara basowa

gościnnie
- Dodatkowe gitary - Dave Bassett, Rob Cavallo, Eric Bass
- Keyboard i pianino - Jamie Muhoberac
- Dodatkowy keyboard - Rob Cavallo
- Wokale w tle utworów "Bully" oraz "Enemies" - Dave Bassett i Eric Bass
- Grupowy wokal w utworze "Adrenaline" - Eric Bass, Zach Myers i Barry Kerch
- Chór w utworze "Bully" - West Los Angeles children choir
- Trąbki - Wayne Bergeron, Rick Baptist, Paul Klintworth w "I'm Not Alright"
- Puzony - Alan Kaplan, Steve Holtman - Trombones w "I'm Not Alright"
- Skrzypce - Charlie Bishart, Jackie Brand, Darius Campo, Kevin Connolly, Mario Delcon, Tammy Hatwan, Gerry Hillera, Songa Lee, Natalie Leggett, Serena McKinneym, Sid Page, Alyssa Park, Katia Popov, Michelle Richards, Josefina Vergara, John Wittenberg, Ken Yerke w utworach 3,4,6,9,12
- Altówki - Roland Kato, Denyse Buffum, Andrew Duckles, Matt Funes, Kate Wincent w utworach 3,4,6,9,12
- Wiolonczele - Steve Richards, Paula Hochhalter, Kim Scholes, Rudy Stein, Suzie Katayama w utworach 3,4,6,9,12
- Bas - Dave Stone, Mike Valerio, Nico Abondolo, Don Ferrone w utworach 3,4,6,9,12